# Internationaler Musikwettbewerb Pacem in Terris
Der Internationale Musikwettbewerb PACEM IN TERRIS war ein vom Verein zur Förderung des musikalischen Nachwuchses e.V. Bayreuth seit 1987 jährlich in Bayreuth durchgeführter klassischer Musikwettbewerb, der sich je nach Jahr an junge Instrumentalisten aus den Fächern Violine, Violoncello, Klavier und Holzblasinstrumente richtete.
Der Wettbewerb wurde zwischen 2007 und 2013 unterbrochen. Mit dem neu berufenen Intendanten Georg Christoph Sandmann wurde "PACEM IN TERRIS" 2014 für eine Auflage wieder durchgeführt, konnte aufgrund von finanziellen Schwierigkeiten jedoch nicht weitergeführt werden.

## Geschichte
Der Wettbewerb wurde von dem rumänischen Flötisten Demetrius Popp und seiner Frau, der Geigerin Beatrice Popp-Kapelovici von 1987 bis 2007 geleitet. Das Wettbewerbsangebot enthielt je nach Jahr Ausschreibungen für Violine, Violoncello und Klavier; sowie für Holzblasinstrumente (Flöte, Oboe, Klarinette, Fagott, Saxophon).
Der zunächst schlicht betitelte „Konzertwettbewerb“ wurde 1990 in „PACEM IN TERRIS“ umbenannt. Im Jahr der Deutschen Einheit war dies als symbolische Botschaft gedacht: Einen besonderen Beitrag zu Frieden und Völkerverständigung leistet Musik. Daher der Name „pacem in terris“ - Frieden auf Erden.

„Er ist inzwischen ein ganz bedeutender internationaler Wettbewerb geworden. Manche kommen, ohne in Deutschland zu studieren, um an diesem Wettbewerb teilzunehmen. Ich glaube, er ist ein Wettbewerb der wirklich beiträgt, das Kunstniveau zu erhöhen und der natürlich auch für Bayreuth und ganz Oberfranken auf diese Weise beiträgt, für uns Reklame zu machen und auch dieses scheint mir ganz wichtig.“

Dem Dirigenten und erfahrenen Generalmusikdirektor verschiedener Theater, Georg Christoph Sandmann, lag die Wiederaufnahme und Tradition des Wettbewerbs sehr am Herzen. Der ehemalige bayerische Staatsminister für Wissenschaft, Forschung und Kunst Wolfgang Heubisch hat eine Förderung in Höhe von 25.000 Euro zur Wiederaufnahme bereitgestellt. Unter Sandmanns Intendanz wurde nach siebenjähriger Pause vom 23. Februar 2014 bis 2. März 2014 der Internationale Musikwettbewerb PACEM IN TERRIS für Violine und Violoncello mit einem Eröffnungskonzert bei Steingraeber und dem Wettbewerb mit abschließendem Preisträgerkonzert mit den Nürnberger Symphonikern in der Stadthalle Bayreuth wieder ausgetragen. Bei der Neuauflage bewarben sich 186 junge Musiker aus 38 Ländern.
Trotz Bemühungen für eine Neuauflage, ließ sich eine erneute Ausrichtung des Wettbewerbs aus finanziellen Gründen nicht realisieren. 2018 wurde der Wettbewerb mit einem Abschlusskonzert für beendet erklärt.

## Ablauf
Die Teilnehmer bewerben sich mitsamt einer DVD. Die Wettbewerbsleitung entscheidet in einer DVD-Vorrunde, ob die Kandidaten zu den Hauptrunden zugelassen werden (etwa 20 Bewerber je Instrument).
Die Hauptrunden des Wettbewerbs werden in drei Runden in der Stadthalle Bayreuth ausgetragen. Die Finalrunde wird von den Nürnberger Symphonikern begleitet. Das Wettbewerbsrepertoire wird in der Ausschreibung festgelegt. Zum Abschluss findet ein Preisträgerkonzert mit dem Orchester statt.

## Preisträger
- 1987
  - 1. Preis: Alexander Zeiher, Deutschland, Violine
  - 1. Preis: Krisztina Woisza, Schweiz, Klavier
  - 2. Preis: Gernot Müller, Deutschland, Klavier
- 1988
  - 1. Preis: Eckart Schmidt, Deutschland, Violine
  - 2. Preis: Saskia-Agnes Krunnies, Deutschland, Violine
  - 3. Preis: Marc Ostertag, Deutschland, Horn
- 1989
  - 1. Preis: Jürgen Jakob, Schweiz, Klavier
  - 2. Preis: Nikolaus Römisch, Deutschland, Violoncello
  - 3. Preis: Mari Suzuki, Deutschland, Violine
- 1990
  - 1. Preis: Claudio Bohórques, Deutschland, Violoncello
  - 2. Preis: Vilmos Oláh, Ungarn, Violine
  - 3. Preis: Alexandru Tomescu, Rumänien, Violine
  - 4. Preis: Marie-Therese Gundel, Deutschland, Klavier
- 1991
  - 1. Preis: Stefan Burkhardt, Deutschland, Klavier
  - 2. Preis: Piotr Plawner, Polen, Violine
  - 3. Preis: Zofie Vokálková, Tschechien, Flöte
- 1992
  - 1. Preis: Denis Goldfeld, Russland, Violine
  - 1. Preis: Wolfgang Emanuel Schmidt, Deutschland, Violoncello
  - 2. Preis: Ohad Ben Ari, Israel, Klavier
  - 3. Preis: Alexander Meinel, Deutschland, Klavier
- 1993
  - 1. Preis: Axel Strauss, Deutschland, Violine
  - 1. Preis: Tanja Tetzlaff, Deutschland, Violoncello
  - 2. Preis: Suzy Whang, Hongkong, Violine
  - 3. Preis: Urara Sasaki, Japan, Klavier
- 1994
  - 1. Preis: David Boehler, Deutschland, Klavier
  - 2. Preis: Dalia Stulgyte, Litauen, Violine
  - 3. Preis: Attila Pasztor, Österreich, Violoncello
  - 4. Preis: Karin Schweigart, Deutschland, Flöte
  - 5. Preis: Anne Romeis, Deutschland, Flöte
  - 6. Preis: Katarzyna Bury, Polen, Flöte
- 1995
  - 1. Preis: Igor Storoshenko, Russland, Oboe
  - 2. Preis: Clara Dent, Österreich, Oboe[4]
  - 3. Preis: Radu Tudor Hodrea, Rumänien, Klarinette
  - 4. Preis: Vukan Milin, Deutschland, Flöte
  - 5. Preis: Anna Dina Schick, Deutschland, Flöte
  - 6. Preis: Damien Royannais, Frankreich, Saxophon
- 1996
  - 1. Preis: Janne Thomsen, Dänemark, Flöte[5]
  - 2. Preis: Jochen Schwarzmann, Deutschland, Klarinette
  - 3. Preis: Damien Royannais, Frankreich, Saxophon
  - 4. Preis: Yeon-Hee Kwak, Republik Korea, Oboe und Ariel Zuckermann, Israel, Flöte
  - 5. Preis: Nikolaus Maler, Deutschland, Fagott
  - 6. Preis: Shoda Kanami, Japan, Flöte
- 1997
  - 1. Preis: Lindon Watts, Australien, Fagott[6]
  - 2. Preis: Damien Royannais, Frankreich, Saxophon
  - 3. Preis: Philipp Mahrenholz, Deutschland, Oboe
  - 4. Preis: Nikolaus Maler, Deutschland, Fagott
  - 5. Preis: Marie Natasa, Jugoslawien, Flöte und Hong Soo-Eun, Republik Korea, Oboe
  - 6. Preis: Gerhard Krassnitzer, Österreich, Klarinette und Anita Szabó, Ungarn, Flöte
- 1998
  - 1. Preis: Tobias Vogelmann, Deutschland, Oboe[7]
  - 2. Preis: Henrik Blixt, Schweden, Fagott
  - 3. Preis: Marc Trenel, Frankreich, Fagott
  - 4. Preis: Christoph Renz, Deutschland, Flöte
  - 5. Preis: Jaime González, Chile, Oboe
  - 6. Preis: Géza Bartha, Rumänien, Klarinette
- 1999
  - 1. Preis: Sabine Morel, Frankreich, Flöte
  - 2. Preis: Pierre Olivier Martens, Belgien, Fagott
  - 3. Preis: David Strunk, Deutschland, Oboe
  - 4. Preis: Guy Porat, Israel, Oboe
  - 5. Preis: Damien Royannais, Frankreich, Saxophon
  - 6. Preis: Jennifer Smyth, Kanada, Flöte
- 2000
  - 1. Preis: Mihi Kim, Republik Korea, Flöte
  - 2. Preis: Alexandra Grot-Mkrtoumian, Russland, Flöte
  - 3. Preis: Matthias Racz, Deutschland, Fagott
  - 4. Preis: Kalev Kuljus, Estland, Oboe
  - 5. Preis: Julien Petit, Frankreich, Saxophon
  - 6. Preis: Nikolaus Maler, Deutschland, Fagott
- 2001
  - 1. Preis: Antonio Filiph Bekijar, Spanien, Saxophon
  - 2. Preis: Karel Dohnal, Tschechische Republik, Klarinette
  - 3. Preis: Barbara Deleu, Belgien, Flöte
  - 4. Preis: Birgit Ramsl, Österreich, Flöte
  - 5. Preis: Miha Rogina, Slowenien, Saxophon
  - 6. Preis: Choe Young-Jim, Republik Korea, Fagott
- 2002
  - 1. Preis: Maria Magdalena Podlacha, Rumänien, Klavier
  - 2. Preis: Anna Heygster, Deutschland, Violine
  - 3. Preis: Panu Sundqvist, Finnland, Violoncello
  - 4. Preis: Sabina Chukurova, Deutschland, Klavier
  - 5. Preis: Misaki Baba, Japan, Klavier
  - 6. Preis: Nicolas Altstaedt, Deutschland, Violoncello
- 2003
  - 1. Preis: Miha Rogina, Slowenien, Saxophon
  - 2. Preis: Koryun Asatryan, Armenien, Saxophon
  - 3. Preis: Tien - Wen Hsu, Taiwan, Oboe
  - 4. Preis: Christian Kunert, Deutschland, Fagott
  - 5. Preis: Valentin Uryupin, Russland, Klarinette
  - 6. Preis: Mariana Racz, Ungarn, Flöte
- 2004
  - 1. Preis: Rebekka Hartmann, Deutschland, Violine[8]
  - 2. Preis: Igor Bobowitsch, Weißrussland, Cello
  - 3. Preis: Ludwika Maja Tomaszewska, Polen, Violine
  - 4. Preis: Ekaterina Doubkova, Russland, Klavier
  - 5. Preis: Naoko Fukumoto, Japan, Klavier
  - 6. Preis: Maximilian von Pfeil, Deutschland, Cello
- 2005
  - 1. Preis: Clement Himbert, Frankreich, Saxophon
  - 2. Preis: Philipp Zeller, Deutschland, Fagott
  - 3. Preis: Mihaela Zamfir, Rumänien, Flöte
  - 4. Preis: Oksana Sinkova, Estland, Flöte
  - 5. Preis: Naomi Sullivan, Großbritannien, Saxophon
  - 6. Preis: Julien Brechet, Frankreich, Saxophon
- 2006
  - 1. Preis: Soojin Han, Korea, Violine[9]
  - 2. Preis: Janina Ruh, Deutschland, Violoncello
  - 3. Preis: Arita Kwon, Korea, Violoncello
  - 4. Preis: Arne-Christian Pelz, Deutschland, Violoncello
  - 5. Preis: Mayumi Ito, Japan, Violine
  - 6. Preis: Mu Zhu, China, Violoncello
- 2007
  - 1. Preis: Irvin Venys, Tschechien, Klarinette
  - 2. Preis: Nicole Ruth Pressler, Deutschland, Flöte
  - 3. Preis: Julien Weber, Frankreich, Oboe
  - 4. Preis: Juana Palop Tecles, Spanien, Saxophon
  - 5. Preis: Asya Fateyeva, Ukraine, Saxophon
  - Förderpreis: Simon Diricq, Belgien, Saxophon
- 2014
  - 1. Preis: Valentino Worlitzsch, Deutschland, Violoncello[10]
  - 2. Preis: Johanna Pichlmair, Österreich, Violine
  - 3. Preis: Suyeong Kang, Australien, Violine
  - 3. Preis: Ruodi Li, China, Violoncello
  - Förderpreis: Anne Maria Wehrmeyer, Deutschland, Violine
    - Quelle[11]

## Jury
- 2014
  - Wolfgang Emanuel Schmidt (Jurypräsident | Künstlerische Leitung)
  - Maria Grätzel
  - Frans Helmerson
  - Christian Jost
  - Gérard Korsten
  - Nikolaus Trieb
  - Igor Ozim
  - Natalia Prishepenko